# Jiling
Jiling (nepalski: जिलिङ) – gaun wikas samiti w środkowej części Nepalu w strefie Bagmati w dystrykcie Nuwakot. Według nepalskiego spisu powszechnego z 2001 roku liczył on 1156 gospodarstw domowych i 6453 mieszkańców (3322 kobiet i 3131 mężczyzn).